# 十三番目の人格 ISOLA
『十三番目の人格 ISOLA』（じゅうさんばんめのペルソナ いそら）は、貴志祐介による日本のホラー小説及びそれを原作とした日本のホラー映画。

## 概要
多重人格と憑依現象、阪神・淡路大震災を題材にしたミステリーホラー小説。元は「ISOLA」のタイトルで第3回日本ホラー小説大賞佳作に選ばれ、後に「十三番目の人格 ISOLA」に改名され角川ホラー文庫より出版された。『ISOLA 多重人格少女』の名前で漫画化・映画化された。タイトルの「ISOLA」は劇中に登場する雨月物語の「吉備津の釜」の怨霊・磯良と幽体離脱の実験道具「ISOLATION TANK」に由来する。

## ストーリー
人の心を読む力を持つ賀茂由香里は、阪神・淡路大震災のボランティアに参加した時、12の人格を抱える少女・森谷千尋に出会った。ところが、彼女は震災後、「ISOLA」という凶悪な13番目の人格が誕生していた。ボランティアメンバーの青木から彼女を紹介された由香里は自分の手に余る事態のため、晨光学院高等学校の常勤の臨床心理士である野村浩子に委ねることにした。その後、千尋に日常的な虐待を加えていた非情な叔父は、謎の不審死を遂げる。街では彼女に関わった人間は不審な死を遂げる事件が相次いでいた。

## 刊行情報
- 文庫本：1996年4月25日（4月18日発売[1]）、角川ホラー文庫、ISBN 9784041979013
- 単行本：1999年12月22日発売[2]、角川書店、ISBN 9784048732055

## 漫画
映画版同様、「ISOLA〜多重人格少女〜」のタイトルで漫画化。作画：凜野ミキ。
1999年12月22日角川書店より出版 ISBN 4-04-853167-0

## 映画
『ISOLA 多重人格少女』の題名で映画化。同時上映は『リング0 バースデイ』。2000年1月22日、東宝系で公開。原作者の貴志祐介もカメオ出演している。
日本の映画作品として初めて阪神・淡路大震災を題材としている。被災者への追悼も込められ、エンディング映像には神戸ルミナリエが登場した。

### キャッチコピー
- 私の中に潜む、十三番目の悪魔
- 世紀末に誕生するの2つのミレニアムホラー（リング0と併せて）

### キャスト
- 加茂由香里：木村佳乃
- 森谷千尋：黒澤優
- 真部和彦：石黒賢
- 野村浩子：手塚理美
- 高野弥生：渡辺真起子
- 森谷竜郎（千尋の叔父）：山路和弘
- 前園勝美（高校の担任教師）：寺島進
- 室田日出男
- 下元史朗
- 広岡由里子
- 木下ほうか
- 三池崇史
- 佐久間哲
- 平沼紀久

### スタッフ
- 監督：水谷俊之
- プロデューサー：山田俊輔、井上文雄
- エグゼクティブプロデューサー：原正人
- 脚本：水谷俊之、木下麦太
- 撮影：栗山修司
- 美術：稲垣尚夫、福澤勝広
- 編集：高橋信之
- 音楽：デビット・マシューズ
- 主題歌：氷室京介「永遠 〜Eternity〜」
- ビジュアル・エフェクト：松本肇、杉木信章
- 製作プロダクション：アスミック・エース エンタテインメント
- 製作：ISOLA 多重人格少女製作委員会